# 周榆瑞
周榆瑞（1917年—1980年3月26日）字予邃，福州闽侯人。作家，曾为中共情报界工作。1961年宣示脱离中共后持反共立场。出版有《侍卫官杂记》、《彷徨与抉择》等知名作品。

## 生平
幼时随父亲接受启蒙教育。毕业于北平师范大学文学系。通晓英语，也会说些日语。周榆瑞主张抗日，在北平曾接触中共地下党员张友渔等人。因同情中共，曾被北平中统列入黑名单。1935年一二·九运动后期，遭驻北平的宪兵三团秘密逮捕，关在关帝庙拘留所，受刑讯逼供。后燕京大学校长司徒雷登出面才获释。北平中共地下党负责人之一黄敬（俞启威）指派新闻界中共地下党员崔月田、刘莉与周榆瑞接触，希望他加入中共党组织，但被他谢绝。
1937年七七事变发生后，周榆瑞辗转到重庆，因在北平有过“左倾过激”表现，而受国民党控制的文化新闻界排斥。中国国民党中央宣传部国际宣传处负责人曾虚白早年任教金陵大学时，结识周榆瑞的姑表兄蒋义芝。曾虚白认为周榆瑞中英文水平高，想录其为文员，但遭上司张道藩与程天放阻挠，指周榆瑞“思想偏激，似不宜录用”。周榆瑞一度失业，寄居在抗战纪念堂附近的中国电影制片厂一宿舍，投靠在该厂担任上校衔科长的表兄。他曾参与将宣传中国抗日战争的新闻解说词汉译英，由国际宣传处分转美国、英国驻重庆大使馆发回各自国内。曾虚白给周榆瑞高报酬，还托电影厂厂长郑用之关照。1939年夏，周榆瑞在重庆与号称“才女”的钟唯真结婚，二人自此相伴40年。
周榆瑞曾化名发表诗文抨击重庆官场的腐败昏庸。曾多次主动和带有英国背景的《国际评论》半月刊负责人郝侃、罗坚白接触。但因蒋介石的国民党当局与丘吉尔领导的英国政府矛盾很深，军统一直在秘密监视重庆的英国外交官及亲英派人士活动。周榆瑞因此再上黑名单，表兄得知后警告了他。
此后，周榆瑞到昆明西南联大任清华大学外语系助教，后升讲师。在西南联大期间，周榆瑞重逢过去的老师朱自清、林宰平、闻一多等人。其中他最敬仰闻一多，为模仿闻一多而改穿中式长袍、手拿英国产橡木烟斗，自称“半中半洋，中西结合”。1942年，经英国驻重庆大使馆推荐，到广西桂林英国新闻处任编辑主任，后调任新闻官。为《大公报》等大报撰文鼓吹抗日，反对国民党当局与中国共产党摩擦、对日妥协。文章引起中共注意。
调回重庆后，周榆瑞应八路军驻渝办事处处长周怡之邀，到曾家岩的办事处作客，见到中共负责人董必武、副处长钱之光等人，并共进午餐。分手时，周榆瑞提出想见周恩来，周怡答称周恩来已回延安，以后若方便一定安排。
周榆瑞与周怡接触较多，有意无意地向周怡透露了不少国民党上层情报。周榆瑞称，据说蒋介石已秘密批准军统宣传处组织“中共非常委员会”，黄逸公上校任具体负责人，对外声称是军统调研员张国焘提议，实际是由已被捕叛变的中共南方工作委员会组织部部长郭潜（郭乾辉）提议。该会的目的是攻击八路军、新四军抗日不力、热衷抢地盘，并攻击中共领袖毛泽东等人。名单上的中央非常委员会委员27人均为编造。周榆瑞还提供了叶青（任卓宣）前不久在重庆浮屠关中央训练团所作反共报告“攻心战”的材料等等。周怡将这些情报向周恩来作详细汇报，受到周恩来重视。
周恩来经过考虑，在曾家岩的办事处接见周榆瑞。周恩来称赞周榆瑞追求进步，认为他文笔好，远不是《中央日报》、《扫荡报》等国民党报纸所能比。周恩来详问了桂林、柳州、贵阳等地情况，尤其详细了解了陈纳德的美国援华空军第14航空队在广西抗击日军空军，并帮张发奎的第四战区、余汉谋的第七战区作战的情况，赞赏了美国空军表现。周恩来还询问他是否是为英国军情五处服务，周榆瑞未承认。
1944年8月，周榆瑞任美国战时情报局高级翻译员。常和中美合作所副所长梅乐斯海军准将、情报局重庆分站站长霍利福德等美国情报官来往。美国战时情报局长杜诺万中将来华视察，周榆瑞任译员，陪同见到了蒋介石夫妇、宋子文、孔祥熙、白崇禧等人。
后来，周榆瑞仍常到曾家岩八路军办事处和周怡、钱之光、董必武、周恩来交谈、共进晚餐。军统、中统对他例行监视跟踪，但不敢动他。戴笠曾向梅乐斯表示，担心周榆瑞向中共方面泄露党国军政情报。梅乐斯则认为可通过周榆瑞了解中共方面想法。
1945年抗日战争胜利后，周榆瑞离开美国战时情报局，回绝美国有关方面赴美邀请，偕妻儿到上海淮海中路霞飞坊三弄租房定居，准备翻译几部英美文化名著。当时，国民党接收大员在各地“五子登科”，贪腐成风，民怨沸腾。周榆瑞在上海常接触乔冠华、金仲华、徐铸成、宦乡等左翼文化界人士。他的老友、国民党《中央日报》副总编李荆孙再三邀他到南京共事，被他拒绝。
1946年5月，周榆瑞任上海《大公报》驻南京外交记者，住在南京新街口青石街《中央日报》员工宿舍。周榆瑞凭借交际面，特别是与英美的关系，获得了许多外交新闻。当时美国总统特使马歇尔上将来华调停国共矛盾，周榆瑞随记者团到淮阴采访军事调停小组国共双方及美国代表，他还曾到北平、宣化店等谈判调停地点采访。马歇尔曾七次上庐山见蒋介石，周榆瑞也多次上庐山采访。在庐山因受国民党中宣部官员曾虚白、魏景蒙等人关照，周榆瑞采访顺利，并结识多位侍卫官。此后，他收集资料准备写一部从蒋介石侍卫官角度描写国民党核心圈内幕的小说。
1949年，周榆瑞离开南京赴香港，在香港《大公报》任职。当时《大公报》已被中华人民共和国政府接管，投资改版、扩版。周榆瑞在香港完成《侍卫官日记》初稿。英国香港总督麦理浩爵士多次召见他，同饮咖啡、进西餐。并请他向北京的中共高层传递不便经外交途径传递的重要信息，例如港英政府拟如何处置国民党资源委员会存在香港油麻地仓库的物资等。亲台湾的《星岛晚报》曾发文章影射周榆瑞为英国高级情报人员。周榆瑞生活低调，但又曾多次出示他当年在曾家岩八路军办事处楼下同周恩来、董必武、王若飞、周怡等中共人士的合影。他的身份成谜。
1952年9月，周榆瑞奉调回北京。起初在北京外国语学院任教，四年后任中华人民共和国文化部顾问兼华侨事务委员会委员，协助廖承志、方方等领导起草侨务文件，为保护华侨利益做过很多工作。周榆瑞的夫人仍在北京外国语学院任教授。夫妇译过七本英美文学名著如《大卫高柏菲尔》、《乔叟故事集》、《英国文学史》等。周榆瑞还应邀加入中国作家协会。1957年1月，周榆瑞夫妇获得赴香港签证去香港，周榆瑞应《大公报》负责人费彝民邀请，兼该报专栏记者。月余后，周榆瑞的《侍卫官日记》在香港出版，七万册很快售罄，迅速再版，香港多家报纸连载。蒋经国对《中央日报》记者发表谈话称：“这本书，很无聊庸俗，足见作者的人品很有问题，对我个人进行的人身攻击、污蔑可谓无所不用其极……”台湾将《侍卫官日记》列为甲种禁书。
保密局谷正文策划了1957年8月香港罗便臣道的撞车事件。当晚，周榆瑞驾驶一辆用版税新购的英国产轿车驶入罗便臣道，发现被身份不明者驾车跟踪，乃放慢车速准备停到电话间门口打电话报警。迎面另一辆旧轿车撞向周榆瑞的车，周榆瑞受轻伤。对方车上下来两男子，将他车窗砸破。他呼救时，幸有一警车赶到，才躲过劫难。不久，周榆瑞夫妇全家迁居英国伦敦，以著译为业，著英文小说集《彷徨与抉择》、《陪都旧忆》、《龙与凤》等。他还为香港多家报刊撰稿，和主持《新闻天地》的卜少夫、主持《明报》的金庸、主办《亚洲文化评论》的陈孝威等人成好友。获港英政府承诺“绝对保证人身安全”后，他曾多次回香港小住。
1960年，中华人民共和国“内部发行”了《侍卫官日记》（署名“宋乔”），很受欢迎，社会影响力次于唐人（严庆澍）的《金陵春梦》。
1961年9月，周榆瑞自港赴英，并声明辞去北京方面一应职务。次年，出版了《徬徨与抉择》，宣示反共立场。书中特别提到其在1952年返回大陆后，于1953年在苏州车站被捕，被中共监禁长达四年。
1965年起，周榆瑞任台湾《联合报》驻伦敦特派员，并称「通過卜少夫和聯合報而效忠中華民國。」而且「效忠到底」。1966年2月1日，台北的中國文藝協會理事長陳紀瀅在歡迎茶會中介紹投奔来台湾的“反共文人”周榆瑞、許偉勛（原北京師範大學副教授）與文協會員見面。1970年代中后期，周榆瑞完成封笔作《红朝人物志》，书中赞扬了周恩来、彭德怀、朱德等中共领导人，但在中国大陆和台湾都未能出版。
1980年3月26日，周榆瑞在伦敦逝世，享年63岁。